# Yusuf Akçura
Yusuf Akçura (în tătară Йосыф Акчура; n. 2 decembrie 1876, Simbirsk, Imperiul Rus – d. 11 martie 1935, Istanbul, Turcia) a fost un important politician, scriitor și ideolog turc de origine etnică tătară. El a devenit susținătorul și ideologul proeminent al panturcismului la începutul perioadei republicane și unul dintre profesorii universitari renumiți din Istanbul. Studiile sale științifice s-au concentrat pe identitatea turcească și au atras un mare interes public.

## Biografie

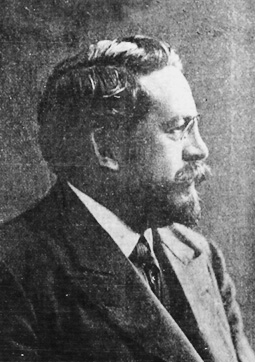
Yusuf Akçura în tinerețe

S-a născut în orașul Simbirsk din Imperiul Rus într-o familie tătară și a locuit acolo până când a emigrat la vârsta de șapte ani, împreună cu mama sa, în Imperiul Otoman. A fost educat la Constantinopol și s-a înscris la Harbiye Mektebi (Colegiul Militar) în 1895, fiind admis apoi la Erkan-i Harbiye (cursul general al Statului Major), un prestigios program de pregătire pentru militarii otomani. În 1896 a fost acuzat de apartenență la mișcarea Junilor Turci și a fost exilat în orașul Trablusgarb din provincia Fezzan a Libiei otomane.
A scăpat din exil în 1899 și a călătorit la Paris, unde a început să se manifeste ca un apărător ferm al naționalismului turc și al panturcismului. S-a întors în Rusia în 1903, s-a stabilit la Zöyebașı, lângă Simbirsk, și a început să scrie intens pe acest subiect. El a atras un mare interes public prin lucrarea Üç Tarz-Si Siyaset (Trei politici), care a fost tipărită inițial în 1904 în revista Turk din Cairo. Acest studiu-manifest cerea turcilor să abandoneze Imperiul Otoman multietnic și să se concentreze în schimb pe identitatea lor turcească. El a fost unul dintre cofondatorii Ittifaq al-Muslimin, un partid liberal-democratic al musulmanilor din Rusia. În 1908 s-a întors la Istanbul și a devenit un ideolog al identității turcești. Ideile sale au început să atragă un tot mai mare interes odată cu Revoluția Junilor Turci și cu începutul celei de-a doua perioade constituționale. În 1911 a fondat Asociația Türk Yurdu, împreună cu Ahmet Ağaoğlu, Ali Hüseynzade și alții. În noiembrie 1911 Türk Yurdu a început să publice o revistă omonimă, care avea scopul de a deveni forța intelectuală ce susținea naționalismul turcesc.
În 1915 a fondat din nou, împreună cu Ahmet Ağaoğlu și Ali Hüseynzade, Comitetul Turco-Tătar (TTC) din Istanbul, care avea scopul de a apăra drepturile musulmanilor turco-tătari din Rusia. În iunie 1916 TTC a trimis o delegație la Conferința Naționalităților din Rusia, dar nu a putut prezenta o rezoluție unică. Fiecare delegat trebuia să-și reprezinte națiunea. Akçura a vorbit, prin urmare, în numele tătarilor și a cerut aceleași drepturi civile, politice și religioase pe care le aveau și ortodocșii ruși, inclusiv dreptul de a învăța în limba lor maternă. În iulie 1916 a vizitat Zürichul și a luat legătura cu Vladimir Lenin, fiind interesat să afle de la conducătorul revoluționarilor ruși ce soartă vor avea populațiile turcești după victoria Revoluției. În vara anului 1917 i s-a încredințat sarcina de a negocia eliberarea prizonierilor otomani din Rusia de către Semiluna Roșie Otomană. A călătorit, prin urmare, pentru prima dată în Danemarca și Suedia și a stat aproximativ un an în Rusia.
După ce și-a îndeplinit misiunea pentru Semiluna Roșie Otomană, s-a întors în Turcia și s-a alăturat în octombrie 1919 partidului nou fondat Milli Türk Fırkası. Diferențiindu-se oarecum de istoricii regimului otoman, el a definit identitatea turcă în termeni pur etnici și a ajuns să caute relații de înrudire etnică cu alte popoare turcice în afara hotarelor țării. El a cerut, de asemenea, crearea unei economii naționale și o îndepărtare de valorile islamice (aspect în care s-a confruntat cu Ziya Gökalp, întrucât Akçura dorea o Turcia seculară, temându-se că panislamismul va împiedica dezvoltarea naționalistă), apropiindu-se de politica promovată de Kemal Atatürk. În 1923 a fost ales parlamentar al regiunii Istanbul, reprezentând această regiune până în 1934, când a fost ales parlamentar al regiunii Kars. În 1932 a devenit președintele Societății Turce de Istorie.
A murit la Istanbul în 1935 și a fost înmormântat în Cimitirul Martirilor Edirnekapı din Istanbul.

## Vezi și
- Tătari

## Legături externe
- Uc Tarz-i Siyaset (Trei politici), în traducerea lui David S. Thomas Arhivat în 11 noiembrie 2020, la Wayback Machine.
- Yusuf Akçura pe site-ul web al nepotului său (inclusiv imagini)
- İlk düșünsel kaynaklar, Semih Gümüș, Ziarul Radikal, 2 noiembrie 2007